# German Design Award
El Premio de Diseño de la República Federal de Alemania o German Design Award (en alemán: Designpreis der Bundesrepublik Deutschland) es el premio de diseño oficial alemán otorgado por el Ministerio de Economía y Tecnología de dicho país. Fue concedido por vez primera bajo el nombre de “Premio Federal para el Buen Diseño” en 1969, y desde entonces se estuvo entregando cada dos años. El nombre fue modificado en 1992, pasando a llamarse “Premio Federal de Diseño de Producto”, y focalizado en personalidades que desempeñasen su labor en el campo del diseño industrial. La concesión pasó a ser anual. Desde 2006 se le ha llamado Premio de Diseño de la República Federal de Alemania, y se centra en los logros sobresalientes en diferentes campos del diseño y la comunicación.
Para ser premiado con este galardón, una empresa o estudio sólo puede recibirlo en caso de que haya sido galardonado anteriormente con un premio nacional o internacional de diseño. Otra condición es que la selección corre a cargo del Consejo Alemán de Diseño, perteneciente a la organización creadora del premio, de los Ministerios y Senados de los Estados Federales o por el Ministerio Federal de Economía y Tecnología.